# 랭커스터 대학교

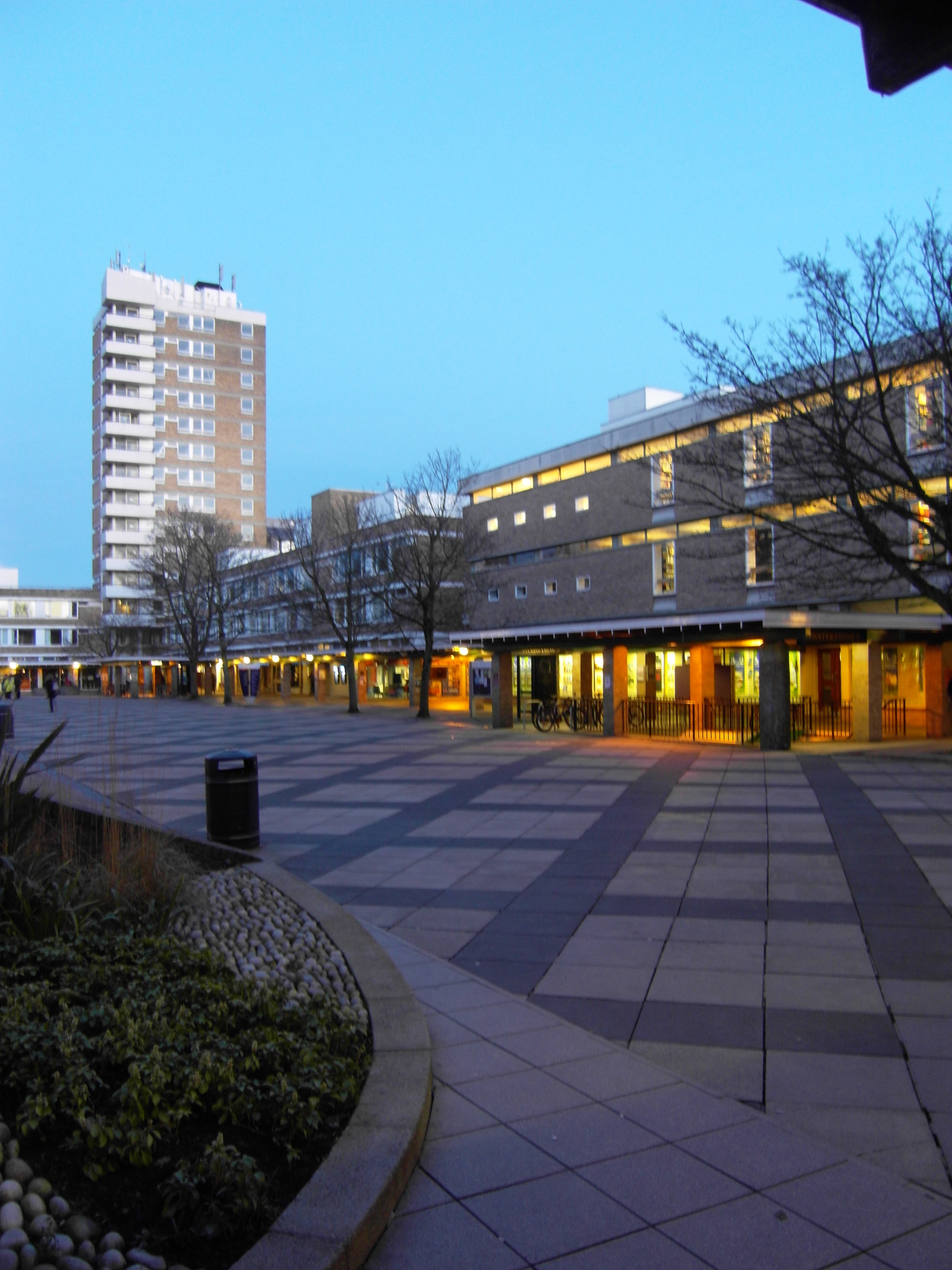

랭커스터 대학은 영국 랭커스터에 위치한 명문 종합 대학이다. 랭커스터 대학교는 영국식 발음으로 흔히 랑카스터 대학교라고도 부르고 Lancaster University라는 영문명으로 표기한다.
주요 대학랭킹 평가 기관인 CUG, 가디언, 선데이타임스와 타임스에서 꾸준히 상위 10-15 위로 평가되고 있다. 특히 학사과정에서는 경상학부의 Business Management (Bsc Hons)가 세계적으로 최상위권 학사 과정으로써, 명성이 아주 강하다. 랭커스터 대학의 경영학부는 정통 경영학보다는 신흥경영학에 초점을 맞추고 있는데 이는 최근의 경영학 학계의 트렌드를 반영하고 있다고 볼 수 있다. 랭커스터 대학교 학부생의 경우 2018년의 기준 16000~22000파운드 정도이다.

## 같이 보기
- 영국의 대학 목록